# Bocydium globularis
Bocydium globularis är en insektsart som beskrevs av Fabricius 1803. Bocydium globularis ingår i släktet Bocydium och familjen hornstritar. Inga underarter finns listade i Catalogue of Life.